# 律吕神祠
律吕神祠，位于浑源县县城北部10公里的神溪湿地，中华人民共和国全国重点文物保护单位。
始建于北魏时期，现存遗迹主体为元朝建筑。律吕神祠以音律命名，为古代宫观建筑，供奉律吕神为司职降雨的水母娘娘夫妇，源于“律吕报雨”的传说。2013年，选为第七批全国重点文物保护单位。